# Museo islamico di Tripoli
Il Museo islamico di Tripoli è un museo di cultura islamica realizzato con il sostegno e il patrocinio di Saif al-Islam Gheddafi a Tripoli, in Libia, attualmente incompiuto.  
Il progetto di restauro ed ampliamento del Museo Islamico di Tripoli fu affidato da parte del General Contractor Studio Italia Costruzioni (SIC), ditta appaltatrice dei lavori, allo studio trevigiano IDxEA i cui soci sono gli architetti Giuseppe Cangialosi, Mario Marchetti e Fabio Zampiero.  

## Posizione
L'edificio che ospita il museo si trova nell'area di Al Sur, a Shari 'Sidi Khaliffa, Tripoli.

## Guerra civile libica del 2011
Nel maggio 2011 la costruzione e le acquisizioni vennero sospese. L'apertura del museo era prevista per settembre 2011 in occasione dell'anniversario dell'ascesa al potere di Muammar Gheddafi. Doveva essere ospitato nell'ex Villa Volpi, un palazzo estivo costruito per l'ottomano Yusuf Pasha nel XVIII secolo, trasformato negli anni venti in villa veneziana dal conte Giuseppe Volpi e confiscato dal regime libico nel 1970. 
L'esito della battaglia di Tripoli, nell'agosto 2011, con il successivo arresto di Saif al-Islam Gheddafi, hanno fatto modificare la data di apertura del museo.
Hafed Walda, Consigliere culturale del regime, confermò che il progetto era sospeso e che il futuro della collezione non era assicurato. Nel frattempo, non sono stati segnalati tentativi di saccheggio della collezione, sebbene il futuro, apparentemente senza patroni, sia incerto.  